# 池田幸太郎 (画家)
池田 幸太郎（いけだ こうたろう、1895年3月28日 - 1976年8月16日）は、日本の画家。
佐賀郡出身。1913年（大正2年）に佐賀中学校卒業後に上京し、川端画学校で結城素明の指導を受けた。1921年（大正10年）に東京美術学校（現在の東京芸術大学）日本画科を卒業した。
1925年（大正14年）に「染井釣堀の図」が帝展に初入選した。昭和初期にかけて一連の東京風物を描いたが、1933年（昭和8年）頃から官展への出品を辞め、独自の制作活動を行った。
1932年にはロサンゼルスオリンピックの芸術競技の絵画種目に出品した。

## 作品
- 咏子の座像 - 1921年[1]
- 染井釣堀の図 - 1925年帝展入選
- 朝市 - 1927年[1][3]
- 釣堀 - 1932年ロサンゼルスオリンピックの芸術競技に出品[4]
- 隅田川 - 1933年[1][5]